# Beffroi

Rozmieszczenie wież beffroi w Walonii, Picardii, Flandrii i Nord-Pas-de-Calais

Beffroi (fr. beffroi, ze st.fr. berfrei) – wieża strażnicza zamku lub miejska dzwonnica w formie wieży wolno stojącej lub związanej z budynkiem ratusza.
Budowana w okresie od średniowiecza do renesansu. Dzwony służyły do ostrzegania o pożarze lub innym niebezpieczeństwie, wzywały mieszczan na narady. Występowały przede wszystkim w zachodniej Europie, były typowe dla architektury Flandrii. W Holandii i Belgii dla miejskiej wieży reprezentacyjnej używano częściej określenia belfried.

## Galeria zdjęć
Belgia

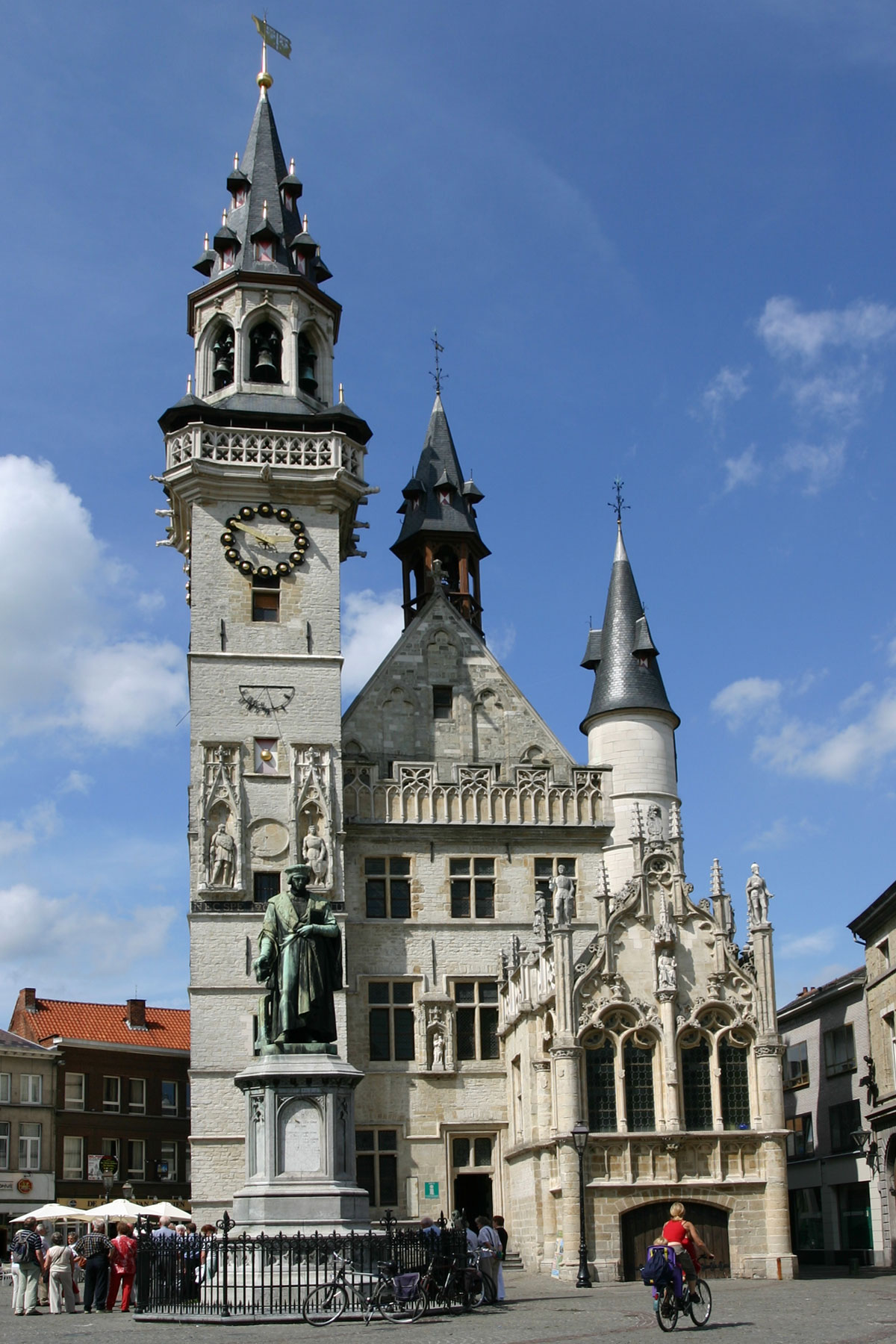
Aalst
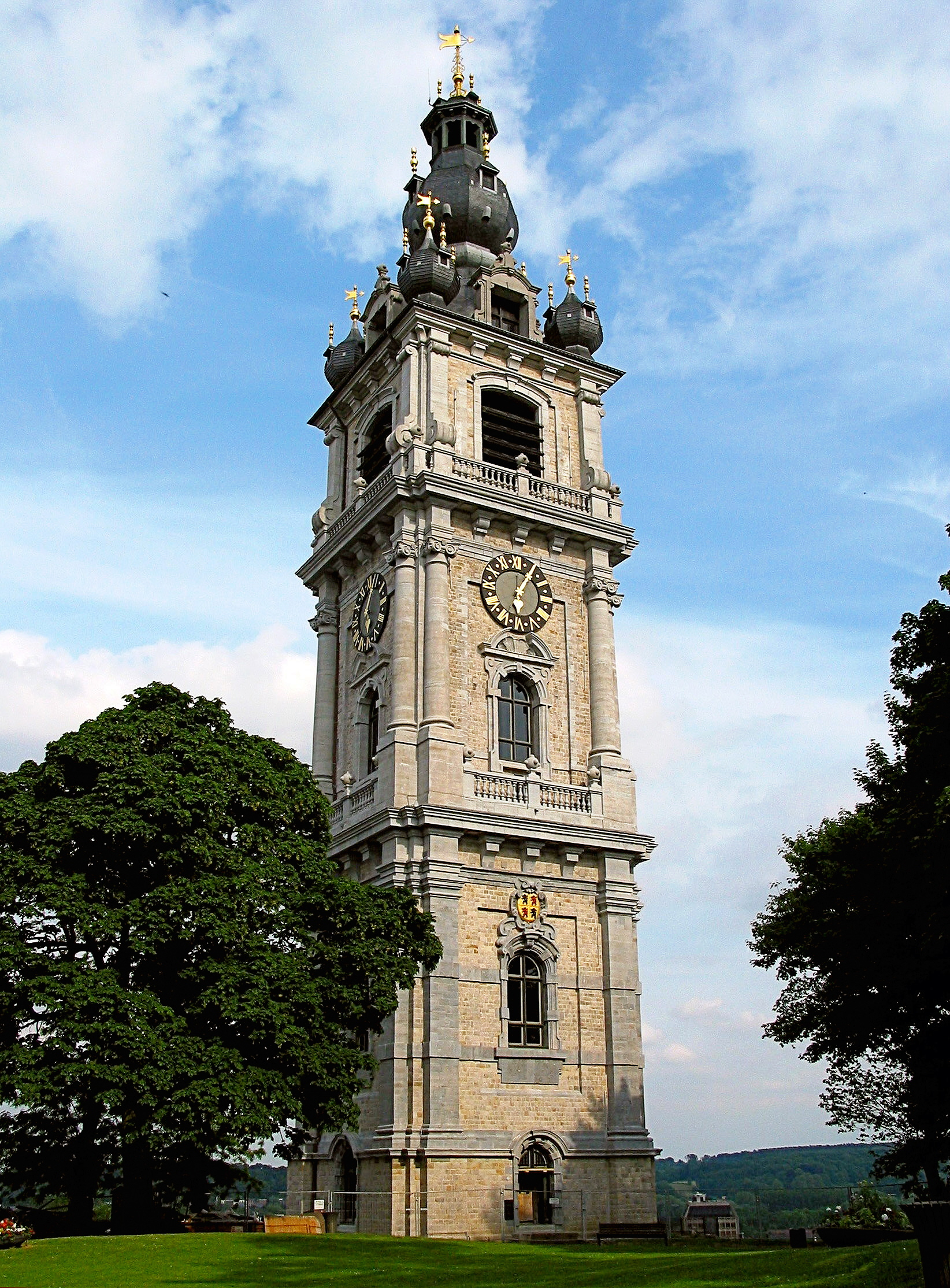
Mons
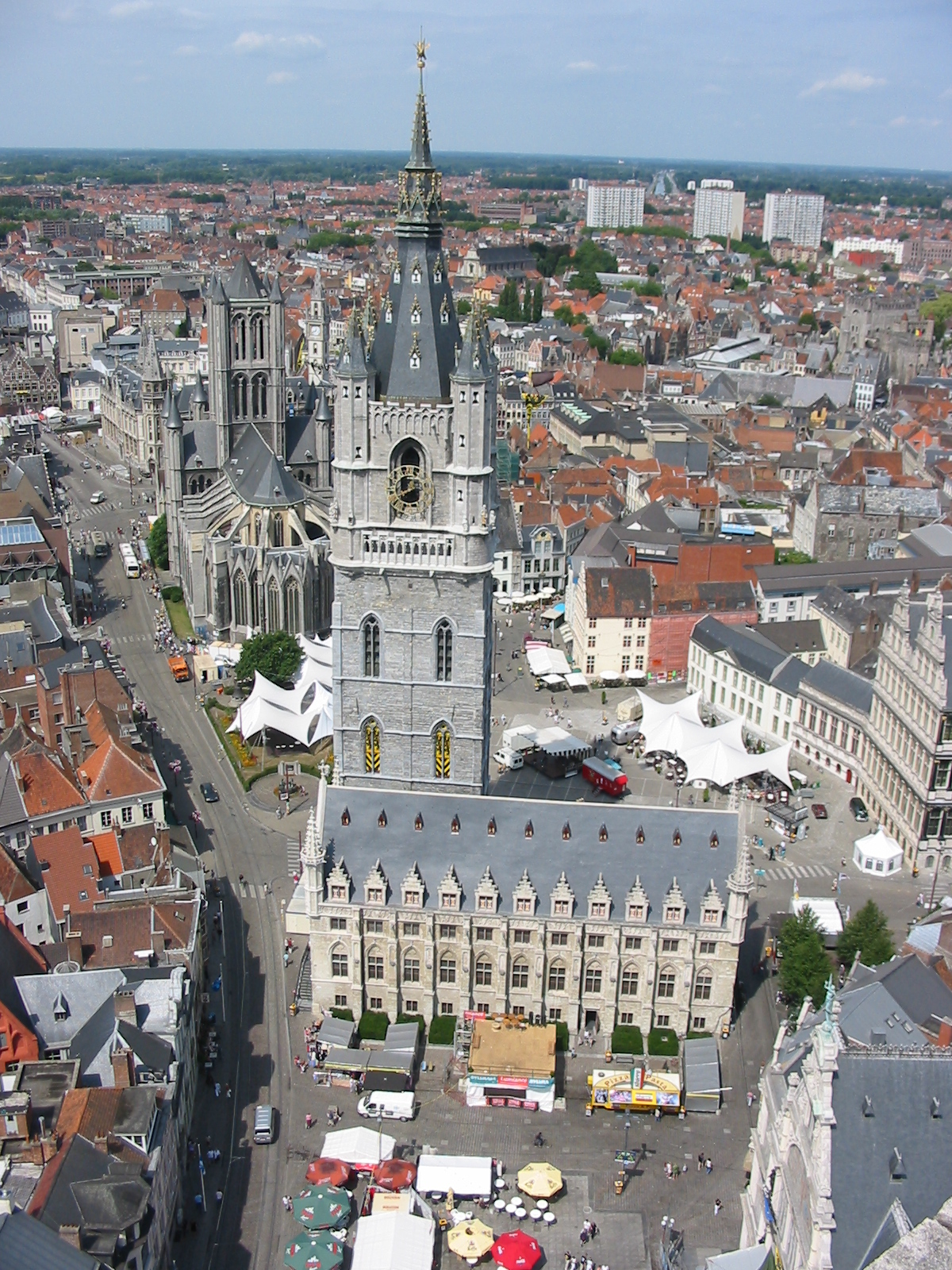
Gandawa
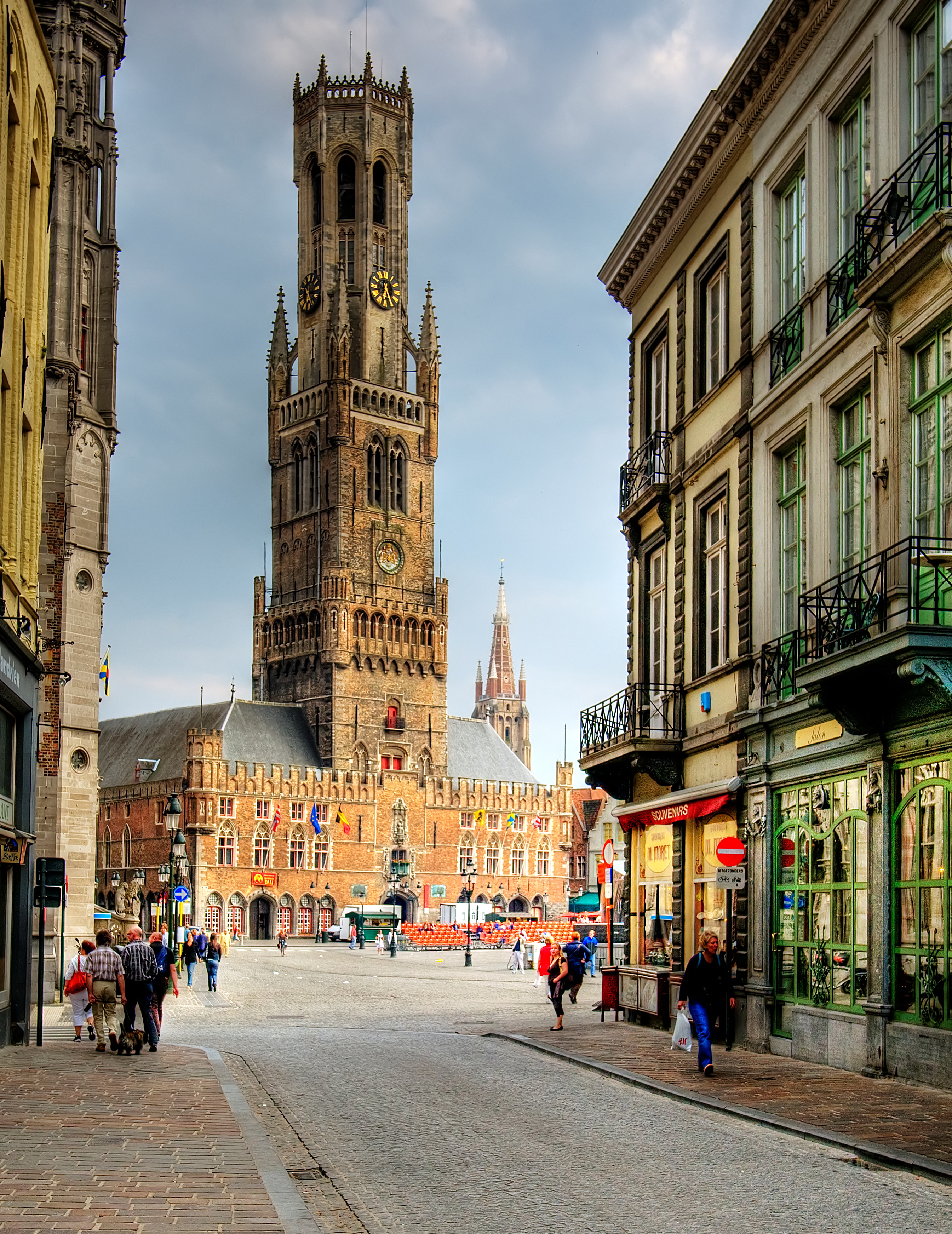
Brugia
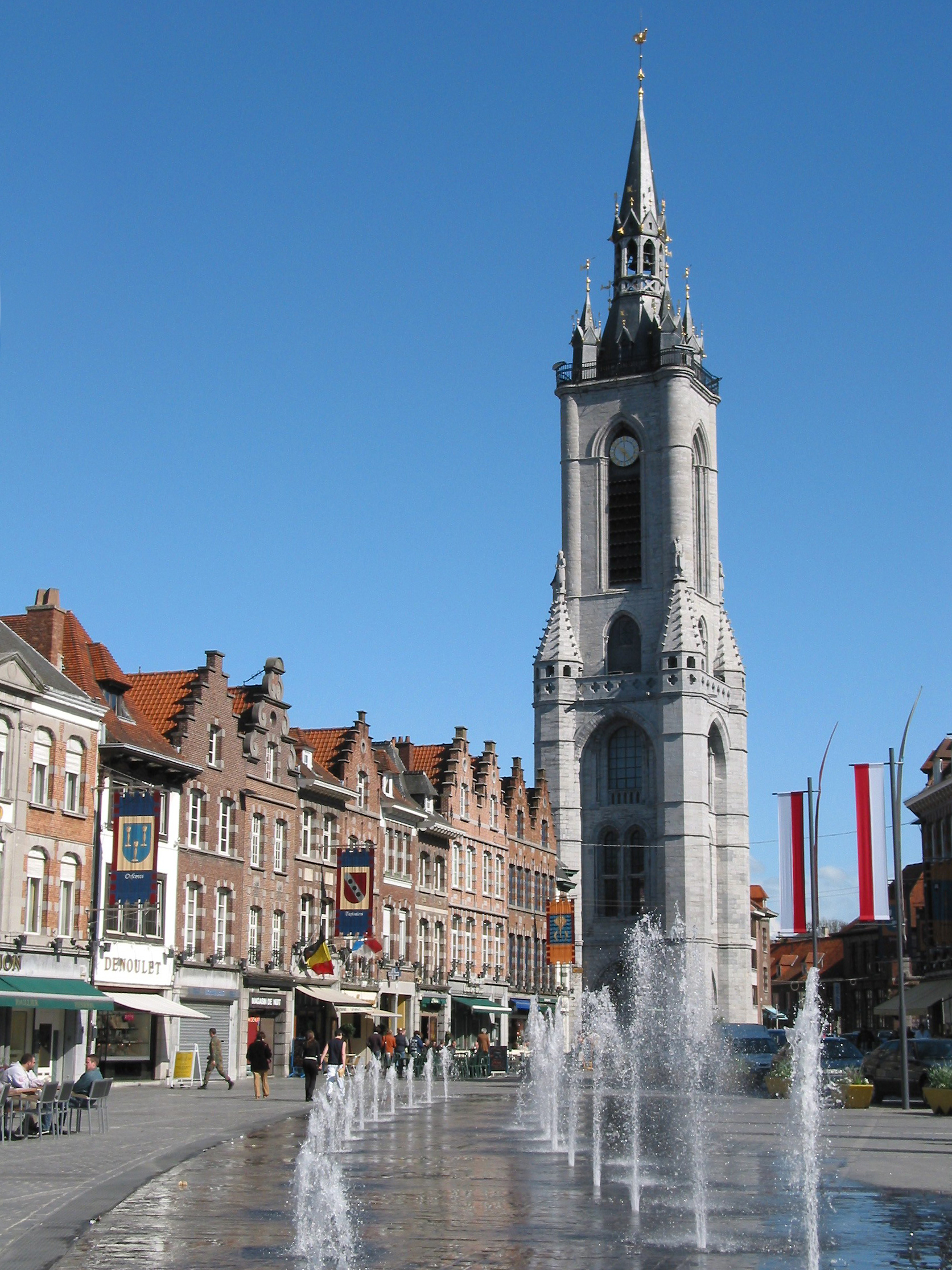
Tournai
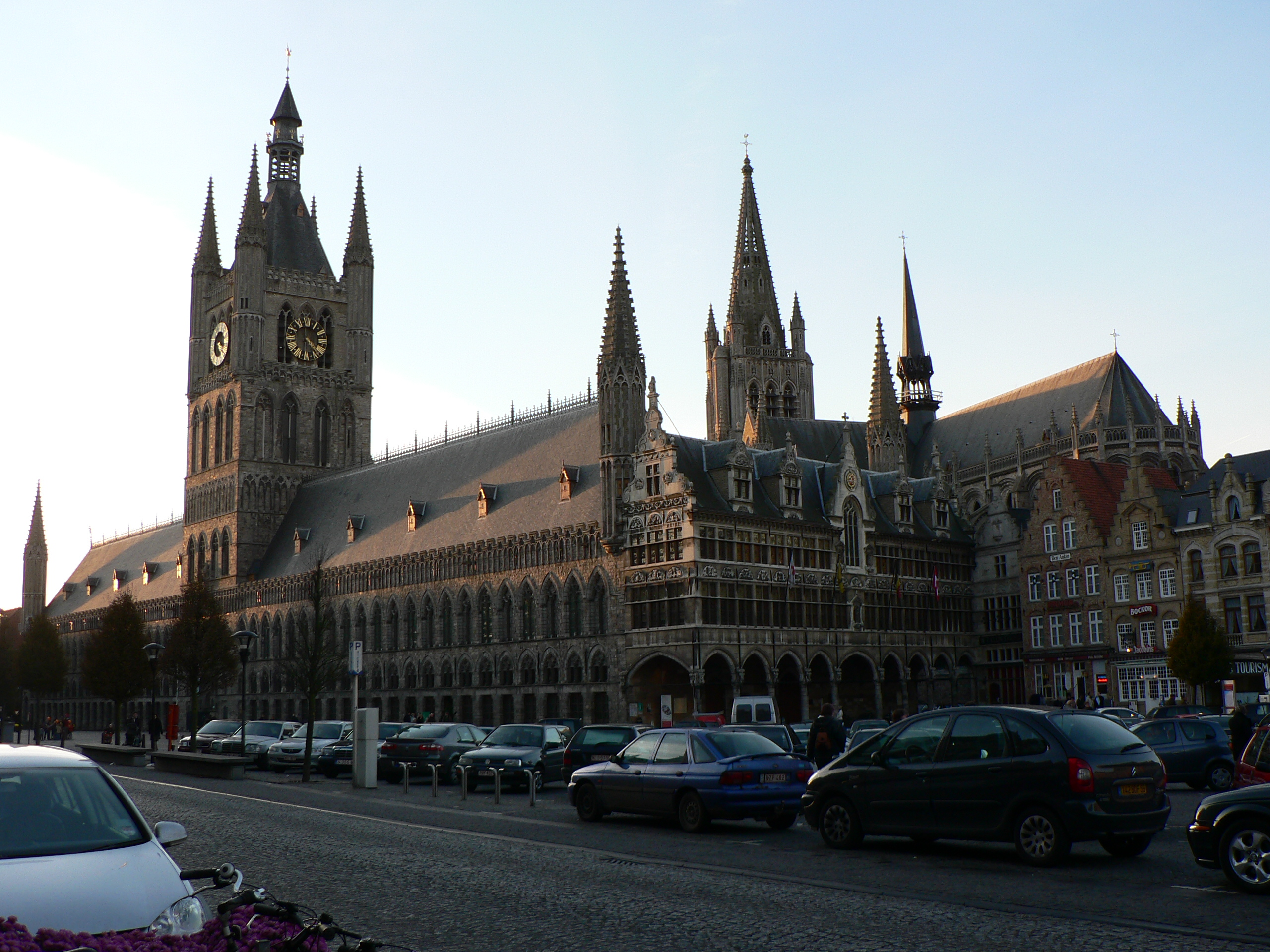
Ieper
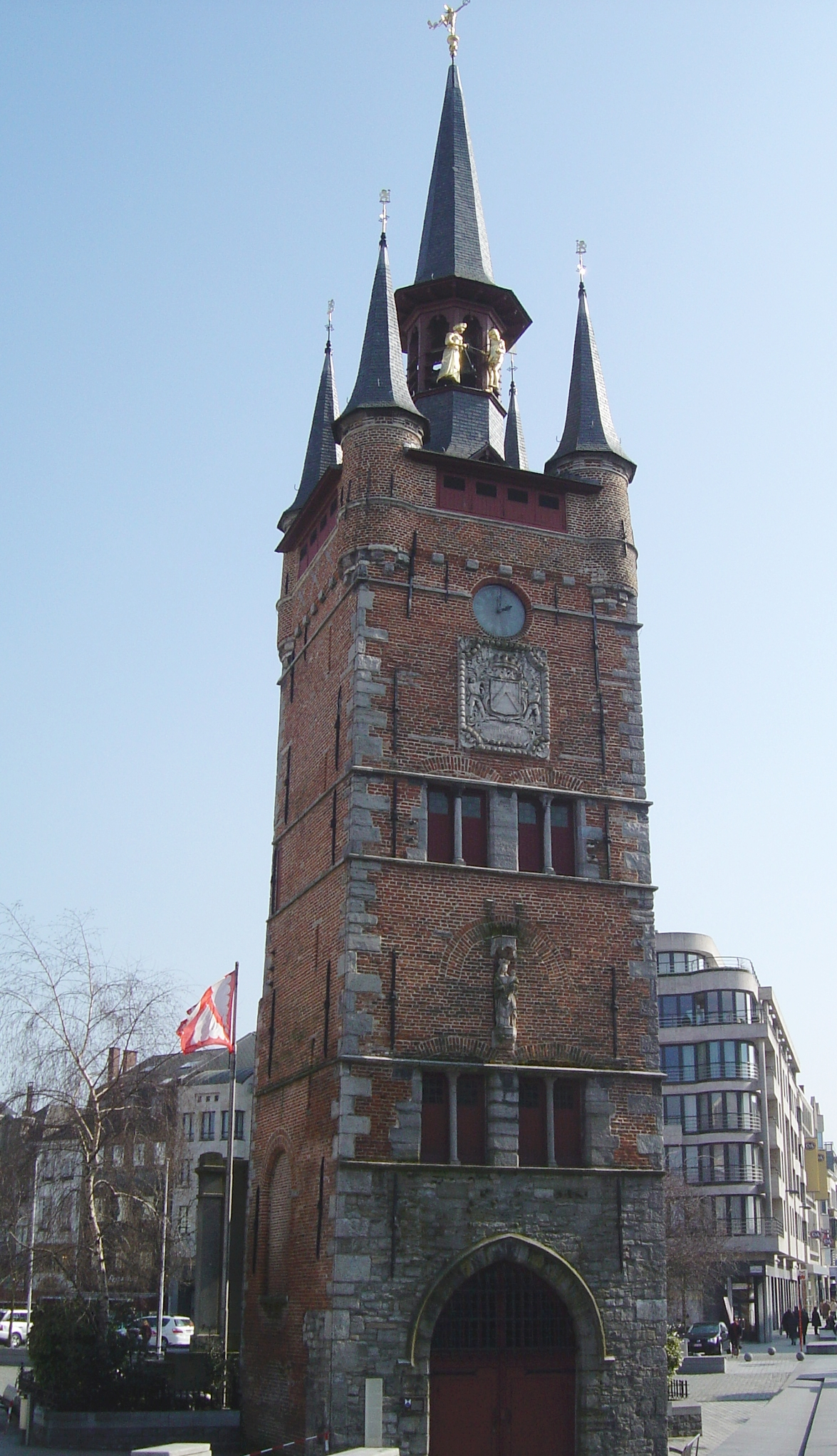
Kortrijk

Francja

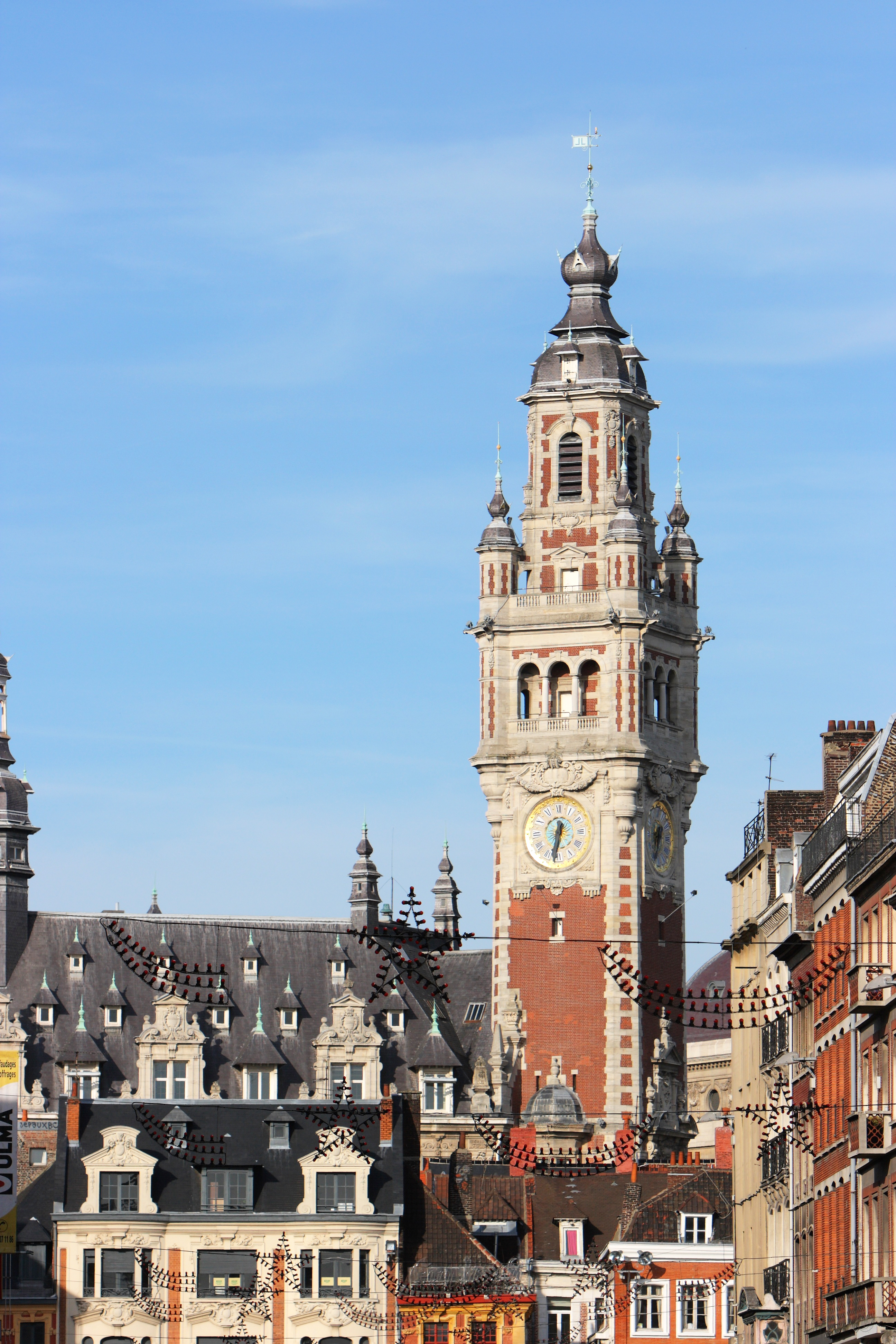
Lille
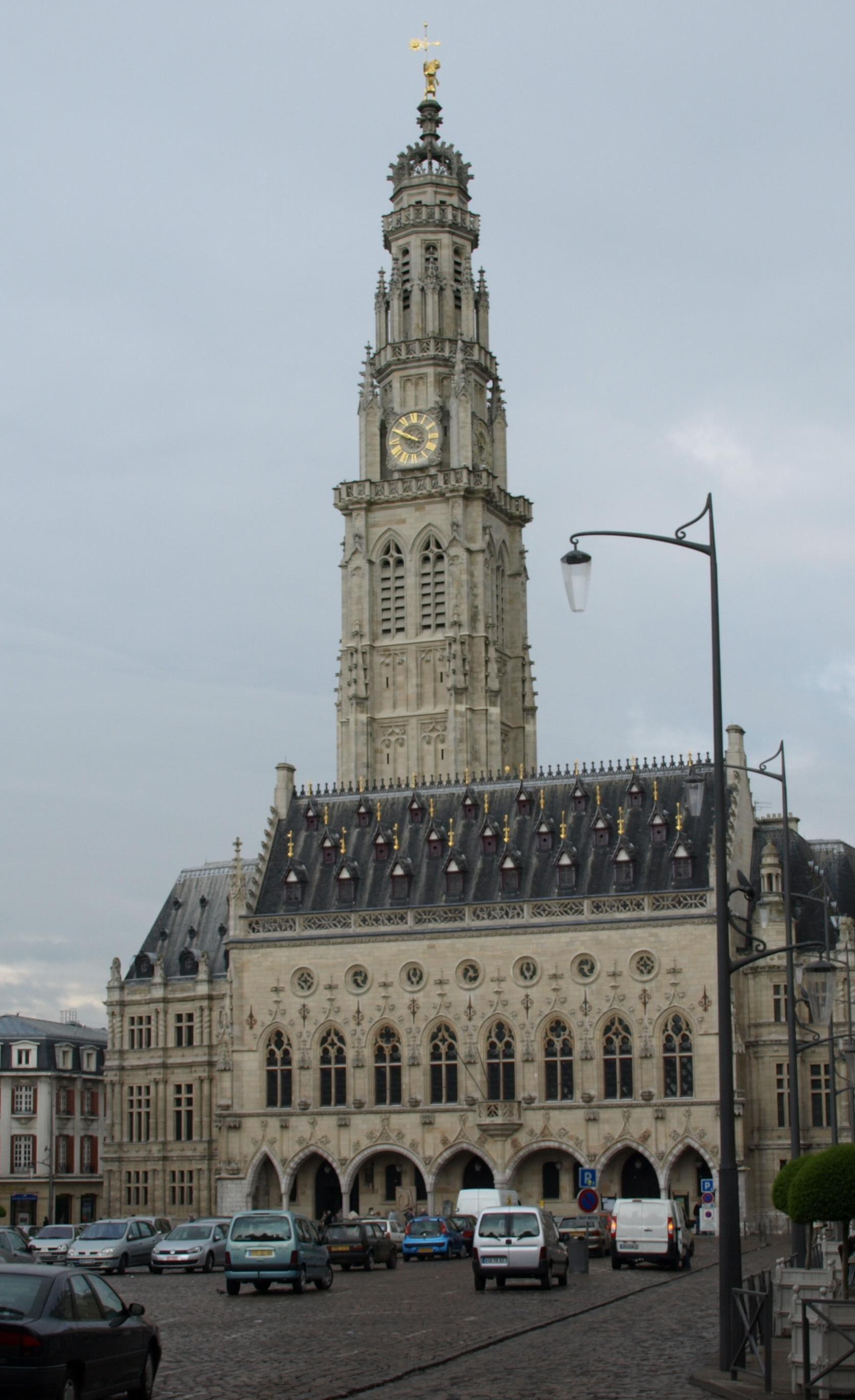
Arras
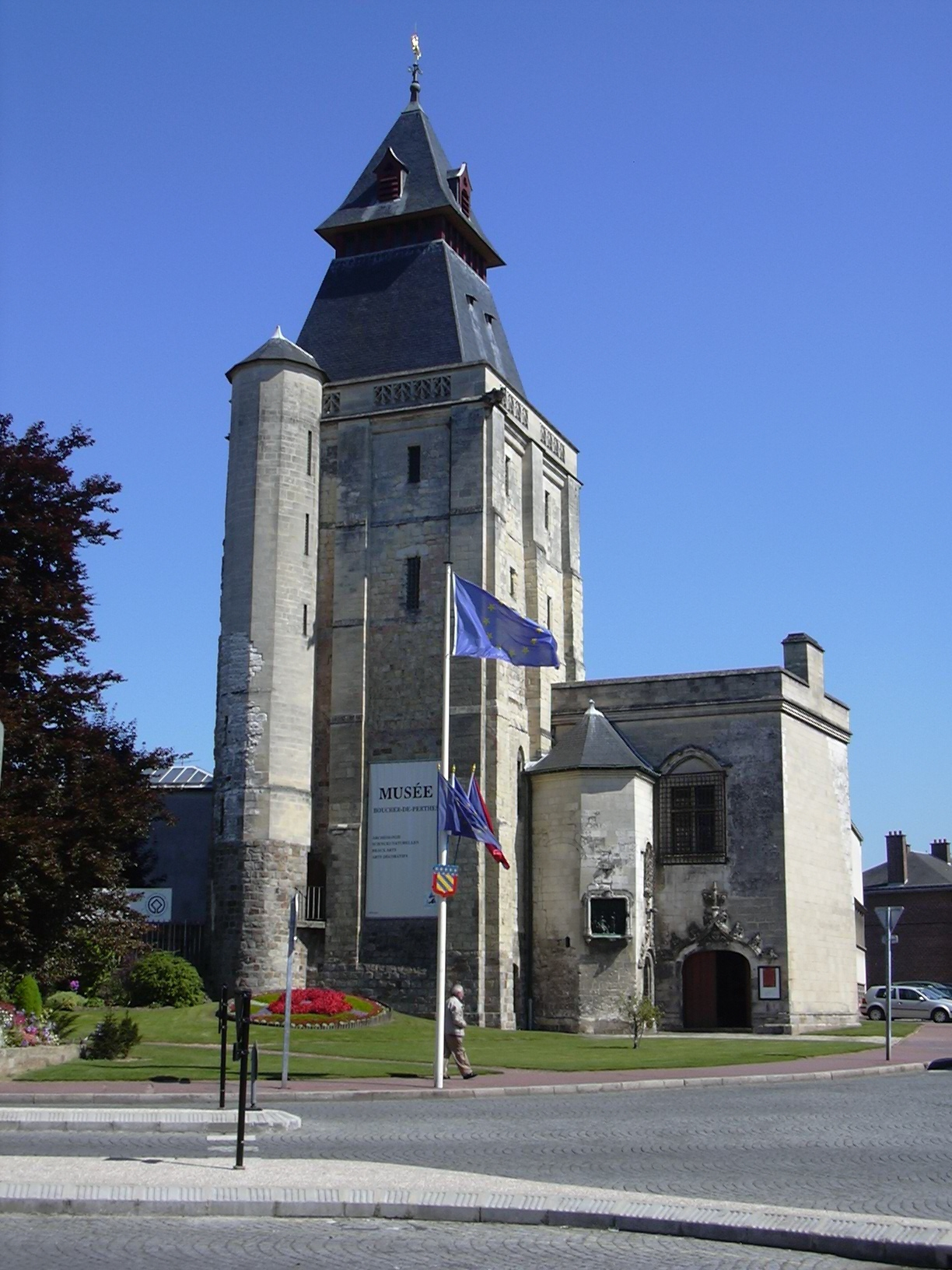
Abbeville
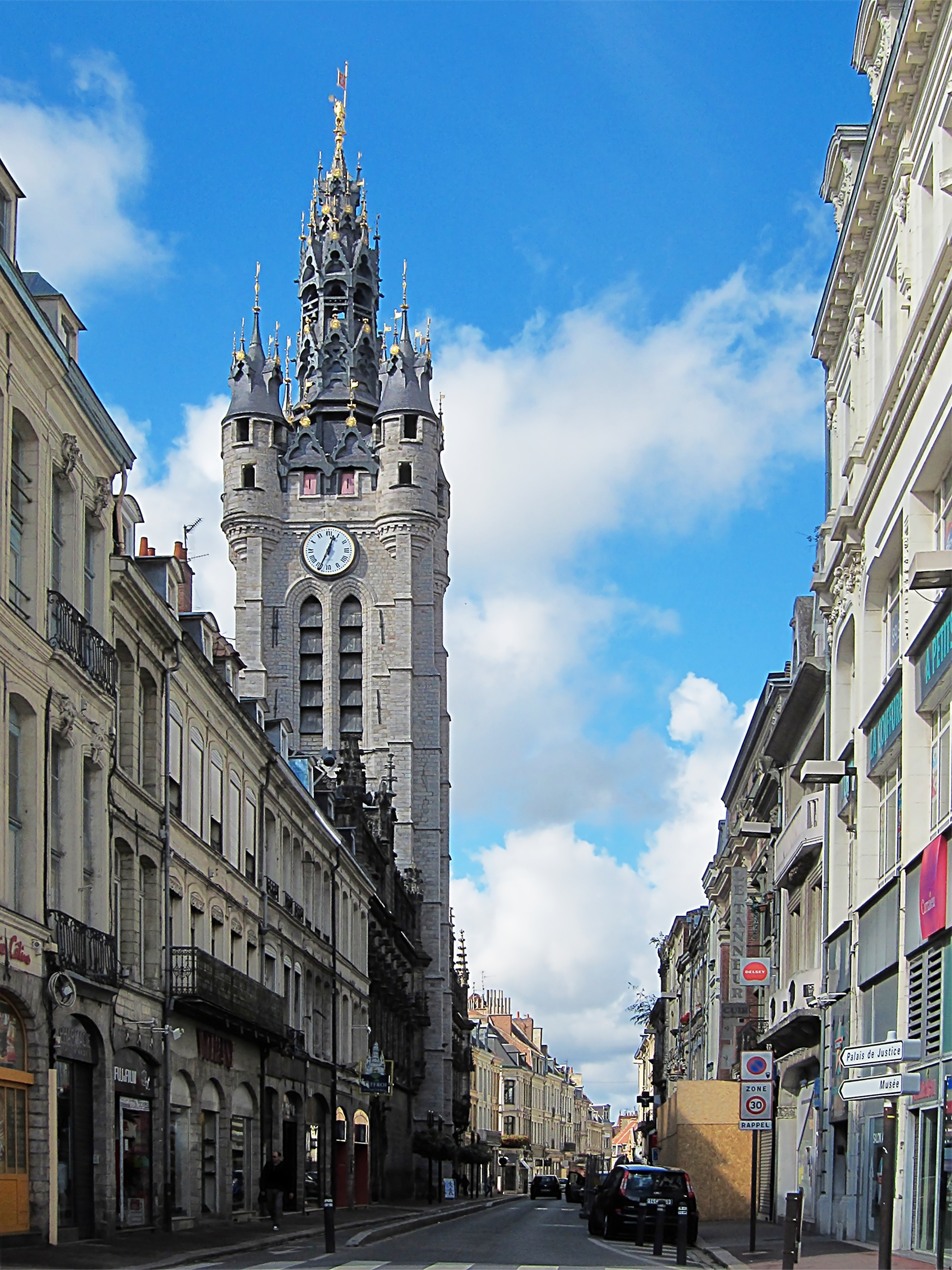
Douai
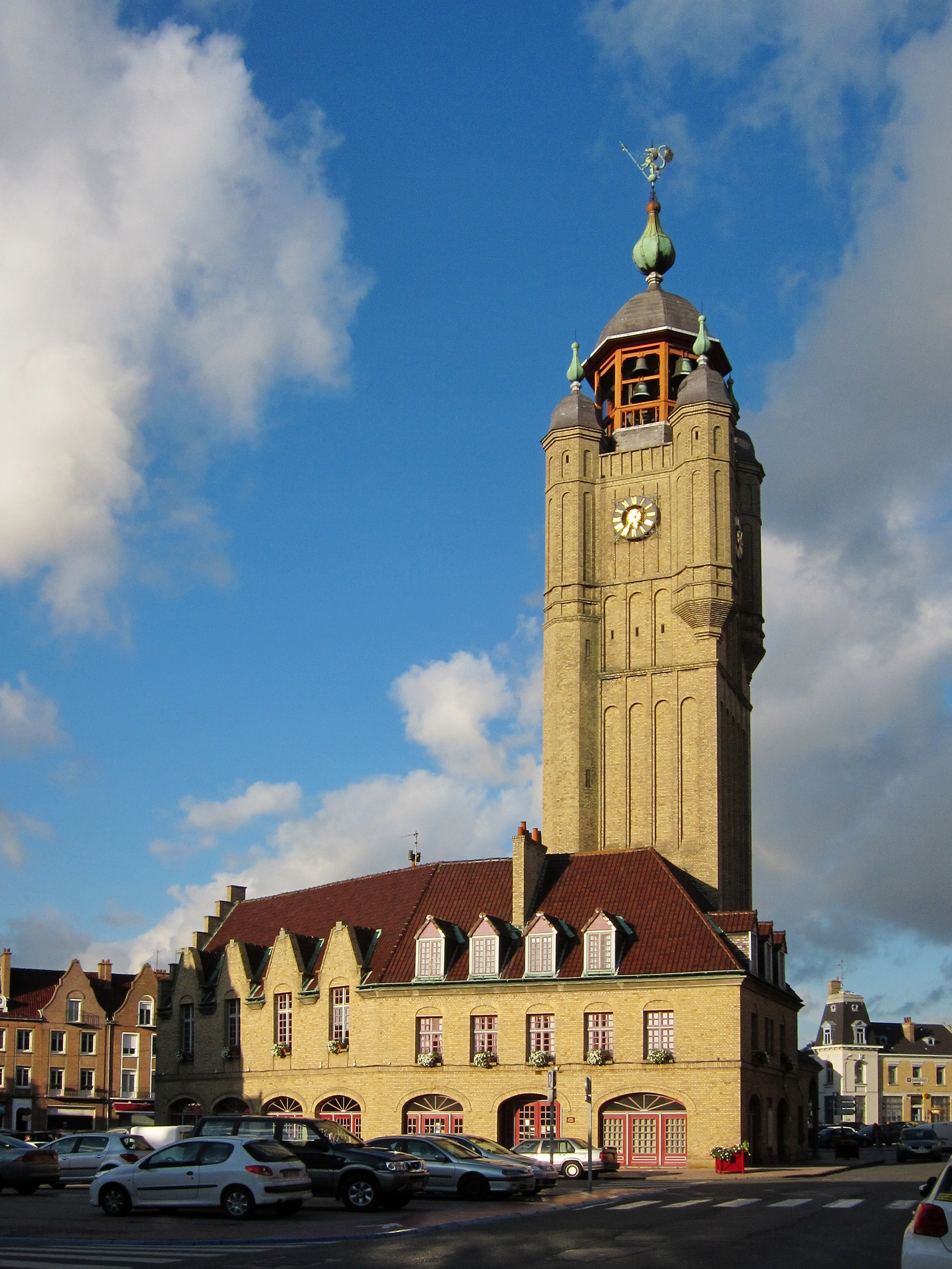
Bergues
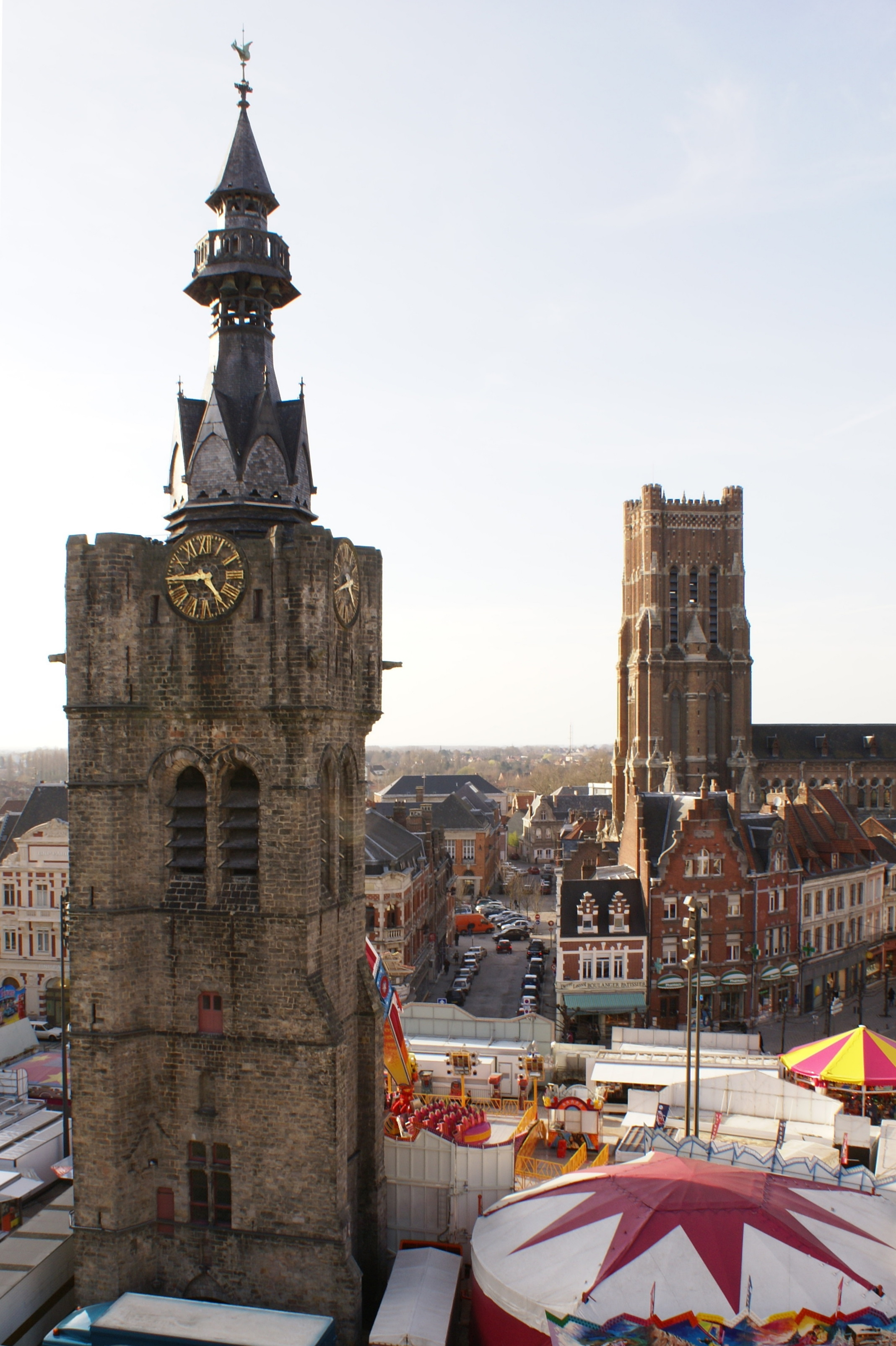
Béthune
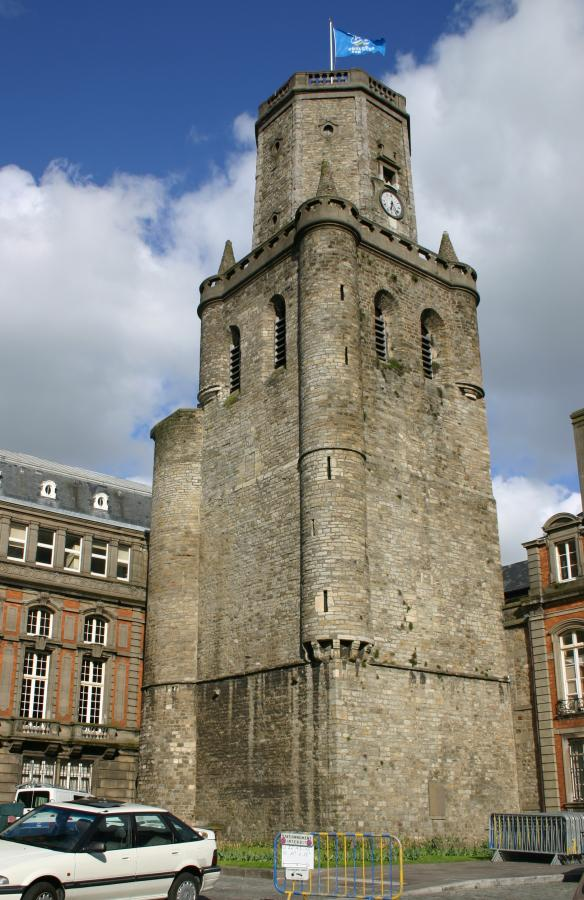
Boulogne-sur-Mer